# Žinkovy (zámek)
Žinkovy jsou hrad přestavěný na zámek ve stejnojmenném městečku, asi 7 km západně od města Nepomuku v okrese Plzeň-jih v Plzeňském kraji. Od roku 1963 je chráněn jako kulturní památka.

## Historie

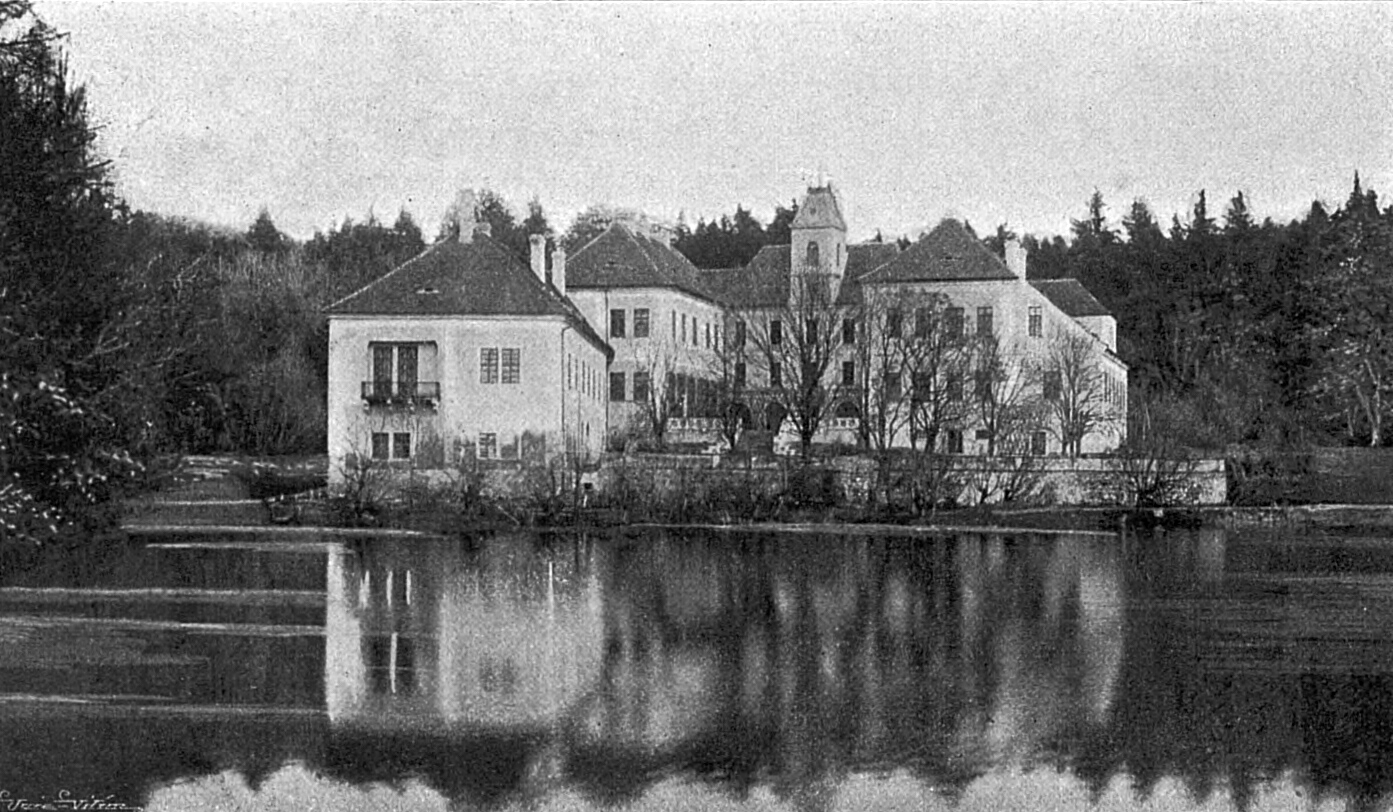
Zámek před přestavbou roku 1897

Předchůdcem zámku byl hrad postavený nejspíše ve druhé polovině 15. století. První písemná zmínka o něm pochází z roku 1525. Od poloviny 15. století jej vlastnili páni z Klenové.
V 18. století byl hrad za Jana Františka ze Steinau přestavěn v barokním slohu a další úpravy prováděli páni z Vrtby, kterým patřil až do roku 1830. Dále se jako majitelé vystřídali přes Lobkovice a Harrachy až po architekta rytíře Karla Wesselého, který zámek v roce 1897 přestavěl do pseudorenesanční podoby. Tuto přestavbu provedli vídeňští architekti Ferdinand Fellner a Hermann Helmer za účasti prostějovského architekta Fišera. Roku 1916 zakoupil zámek průmyslník Karel Škoda. Po druhé světové válce byl zámek zestátněn, a od roku 1950 sloužil jako rekreační zařízení ROH.
Roku 1999 zámek zakoupila společnost Crown Estates. V roce 2008 byla zahájena jeho rekonstrukce a přestavba na kongresové centrum. V současnosti zámek slouží jako kongresový a hotelový komplex se zázemím pro rekreaci. Do roku 2015 zde příležitostně probíhaly kulturní akce, jako například koncerty v zámecké kapli. V roce 2025 areál zámku koupila společnost Lázně Poděbrady.
V roce 1952 zde režisér Bořivoj Zeman natočil některé scény filmu Pyšná princezna.

## Stavební podoba
Podle popisu z roku 1542 byl hrad dvoudílný a obehnaný vodními příkopy. Do předhradí s patrovou budovou konírny a srubem se vstupovalo čtverhrannou věží. V jádře se nacházel tzv. mnichovský dům s velkým sálem a dvěma pavlačemi, ze kterého se vcházelo také do věže. Jiná obytná budova stála naproti němu. V jednom z nároží v předhradí nebo jádře stávala další velká věž. Dochované gotické zdivo se nachází nejspíše ve zdech severní a západní fasády a snad také v jihovýchodním nároží.
Trojkřídlý, dvoupatrový zámek má fasády upravené podle různých předloh od italské renesance po německou středověkou architekturu.

## Galerie

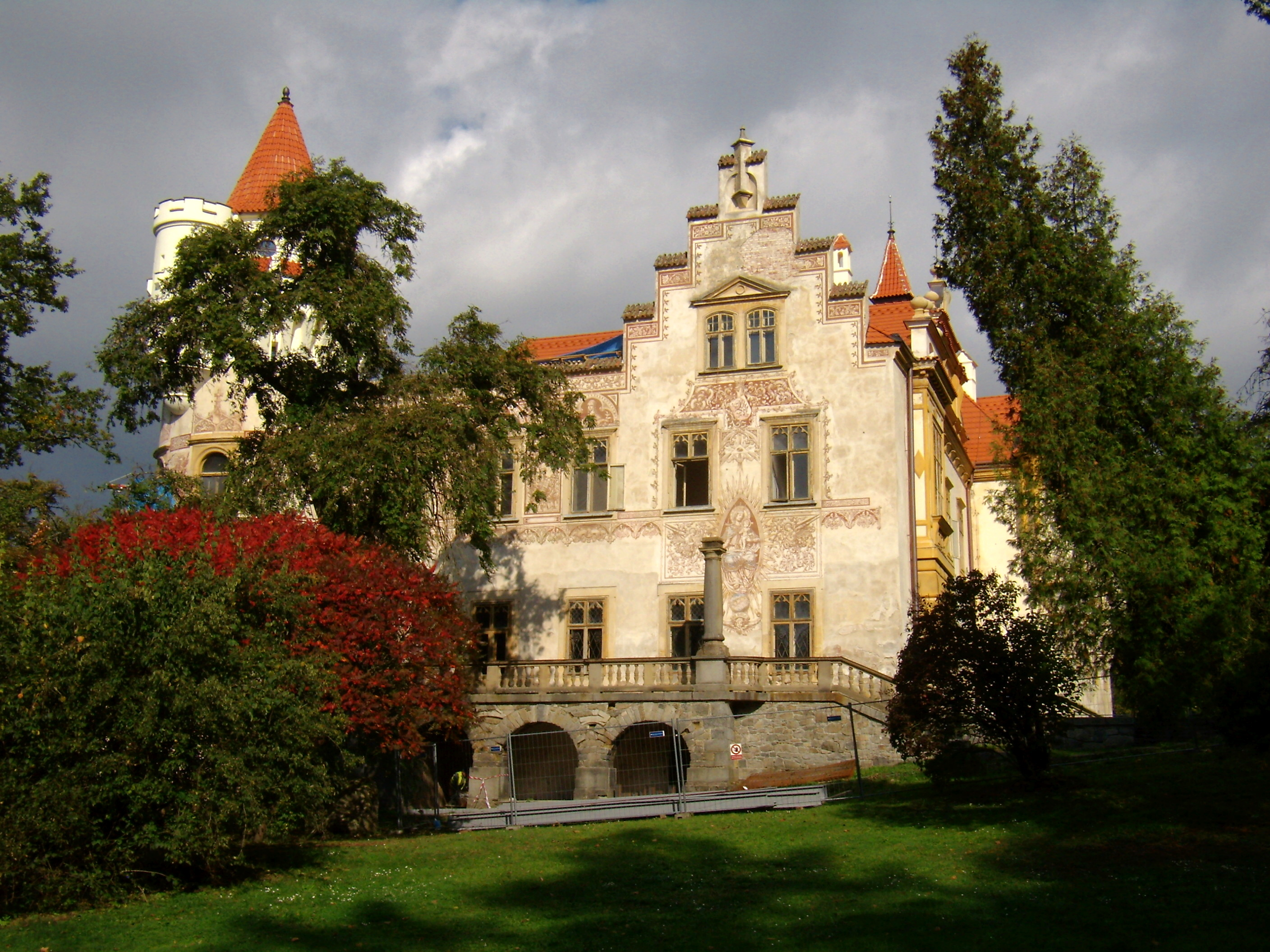
Jižní pohled
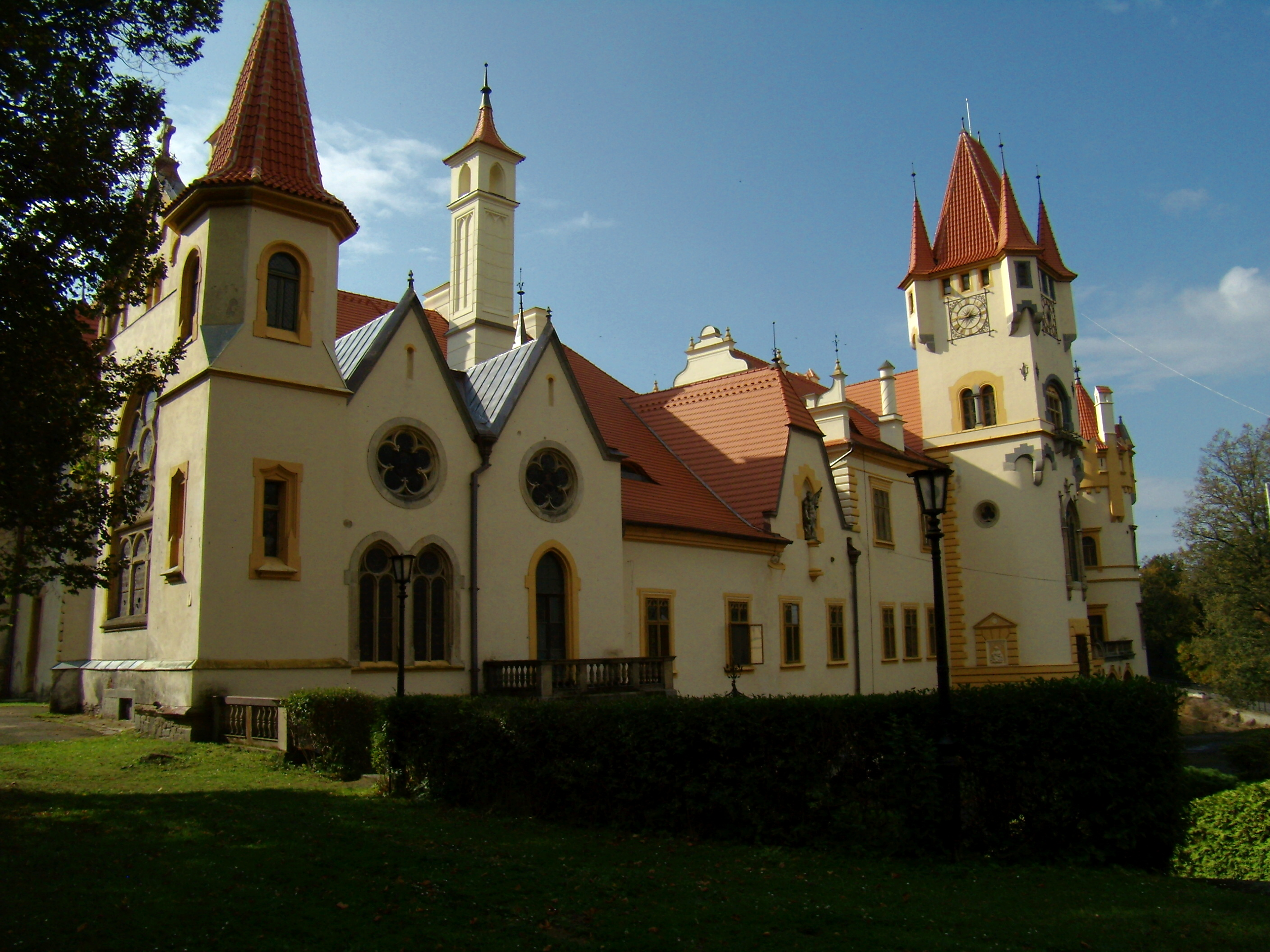
Severní pohled
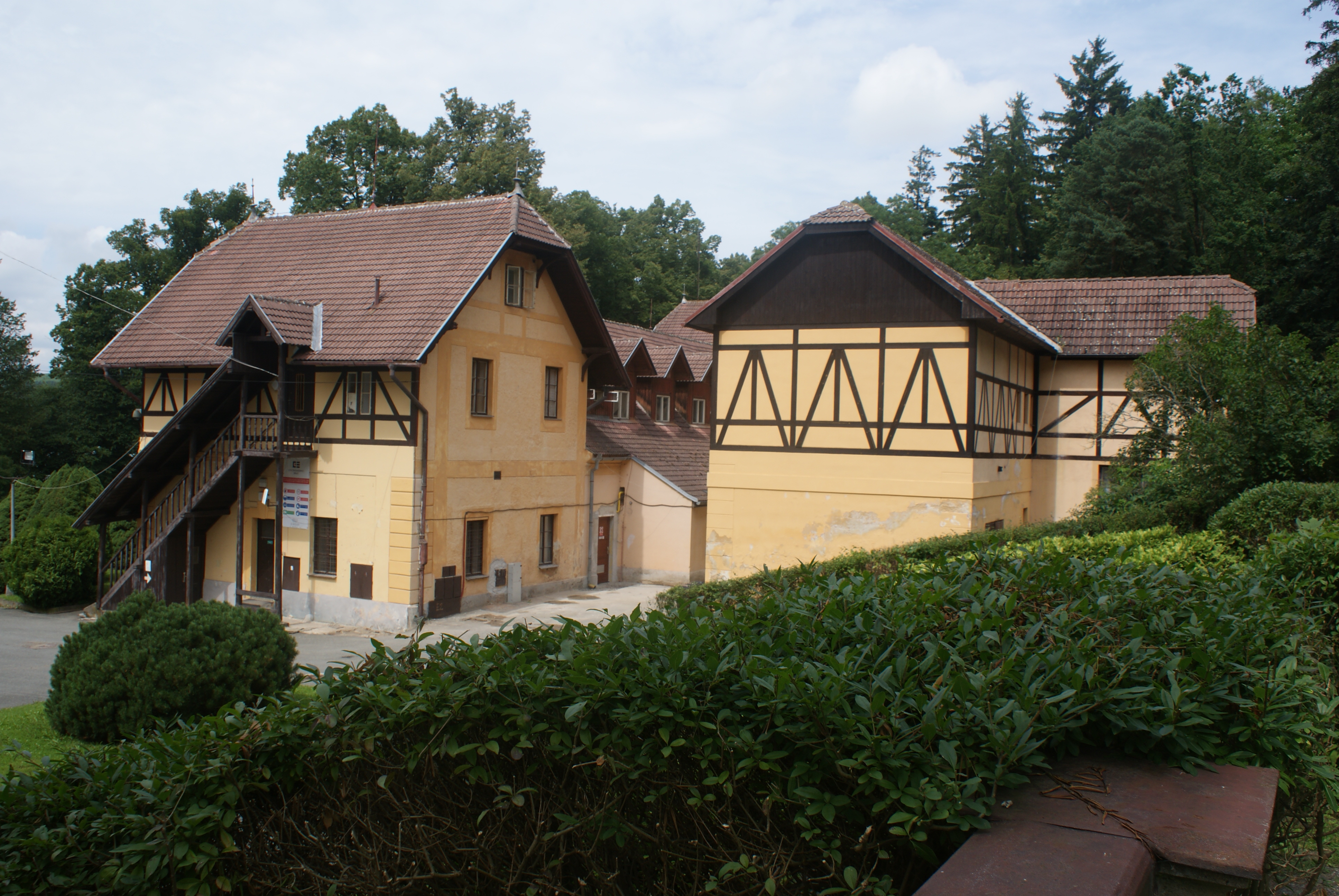
Zámecký dvůr
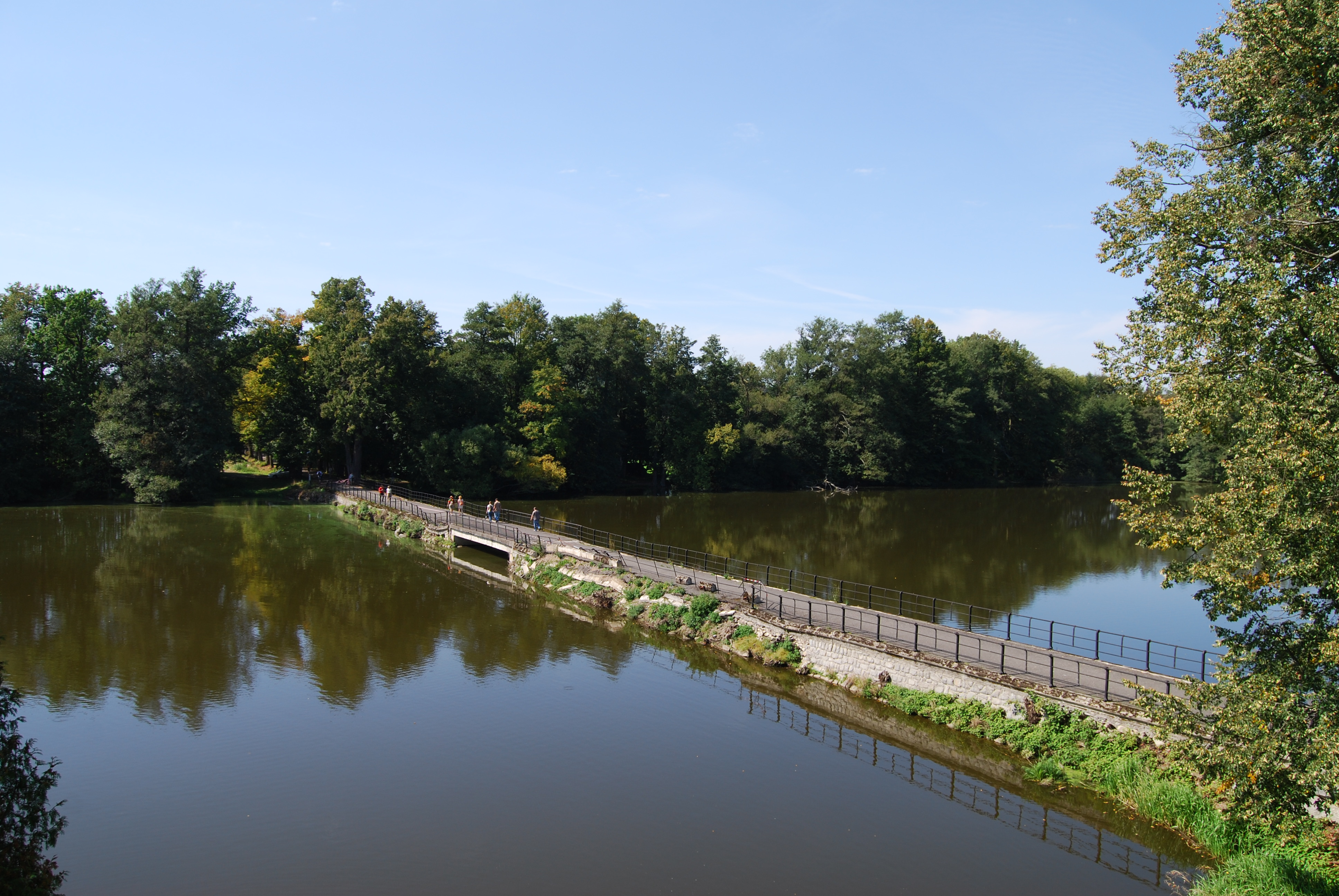
Rybník
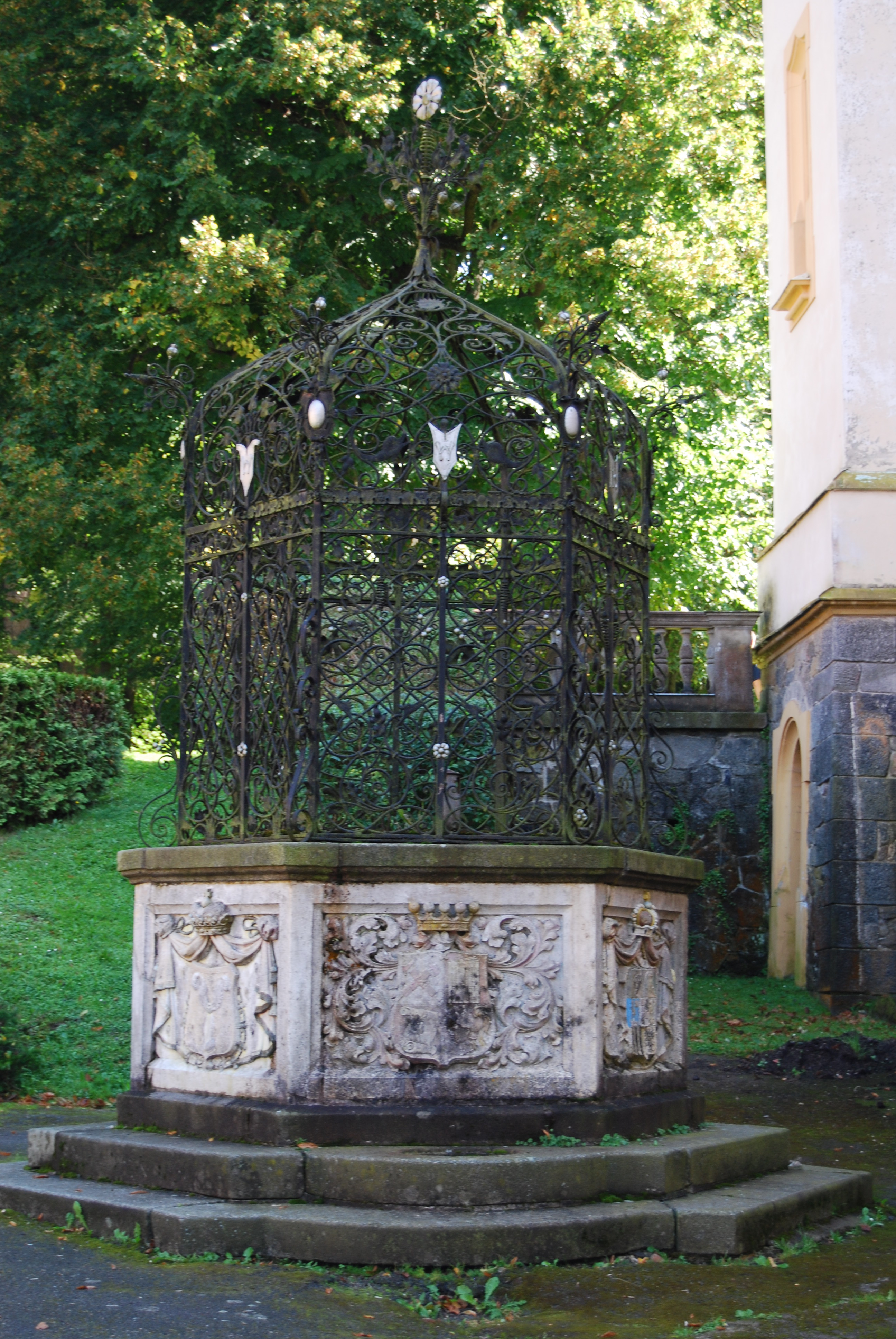
Kašna
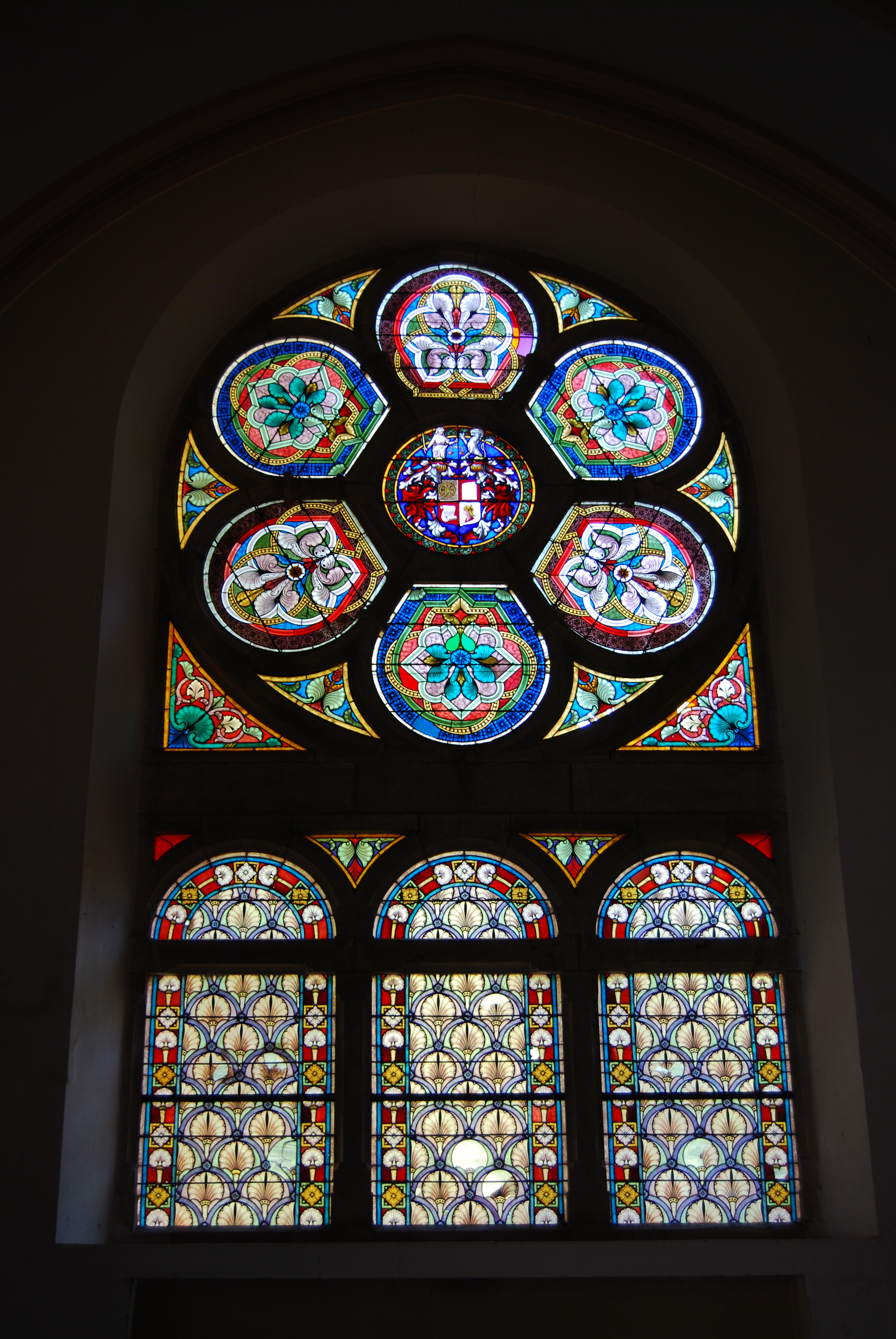
Vitráž v zámecké kapli
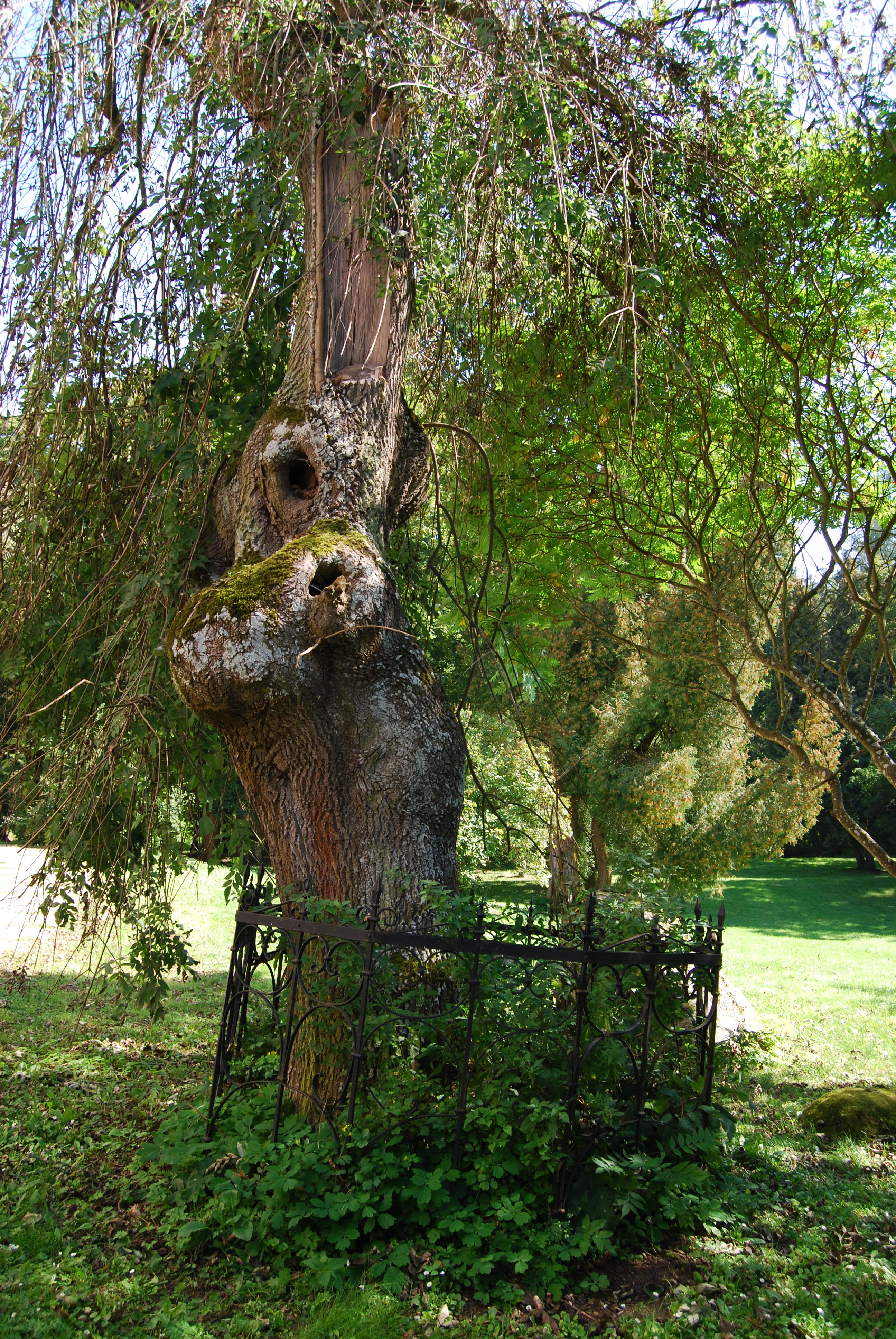
Převislý jasan v zámecké zahradě
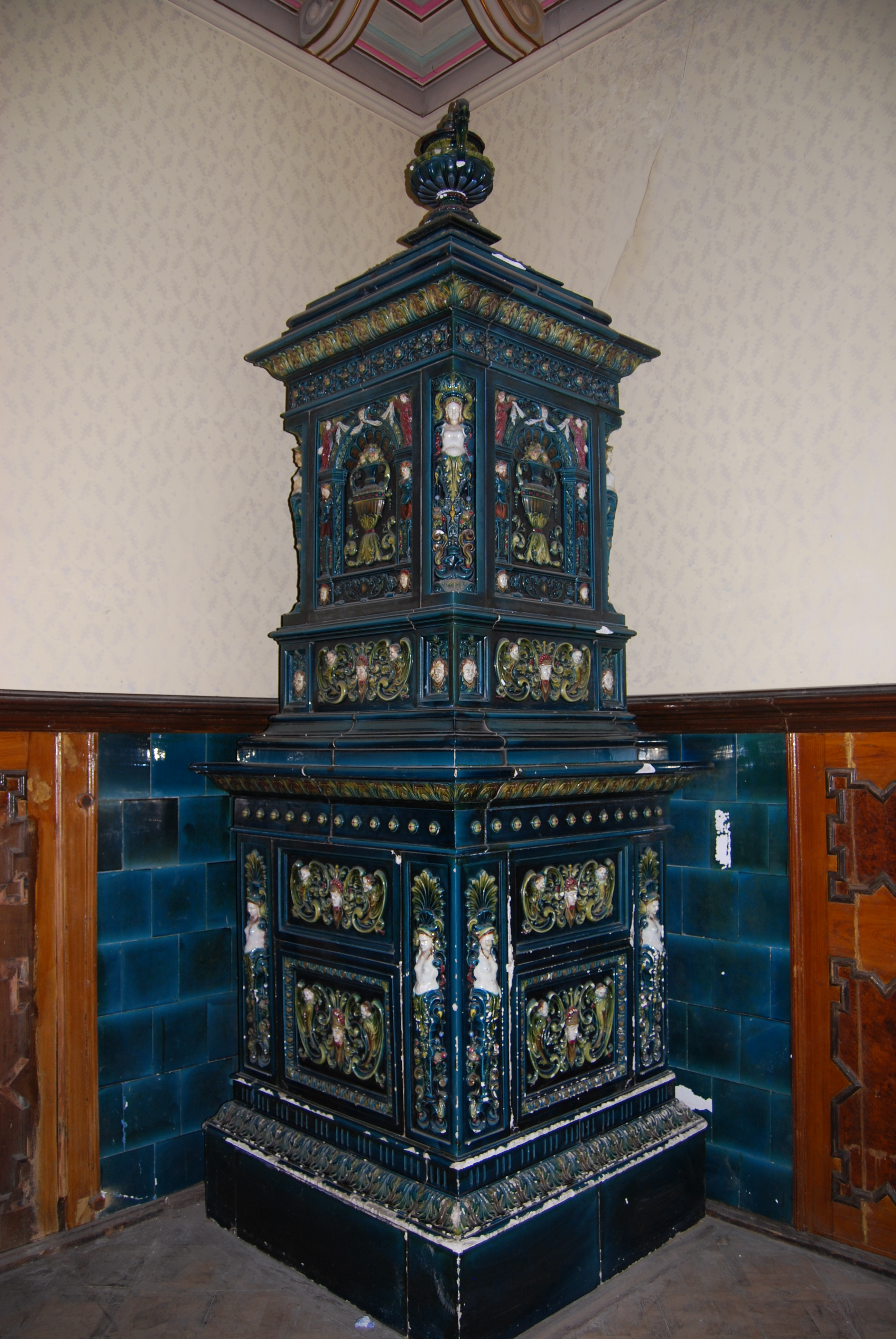
Kamna